# Cantu a tenore
 (septembre 2017).
Le cantu a tenore (ou su tenore, su concordu, su contratu, su 'Ussertu o s'agorropamentu, en italien canto a tenore) est un style de chant  polyphonique sarde. Cette forme de chant a une place importante dans le panorama des traditions de l'île. Il comporte une expressivité artistique issue du monde pastoral, groupe social qui symbolise l'île et le peuple sarde[réf. nécessaire].
En 2005, le canto a tenore a été inscrit sur la liste du patrimoine culturel immatériel de l'humanité de l'UNESCO.

## Historique

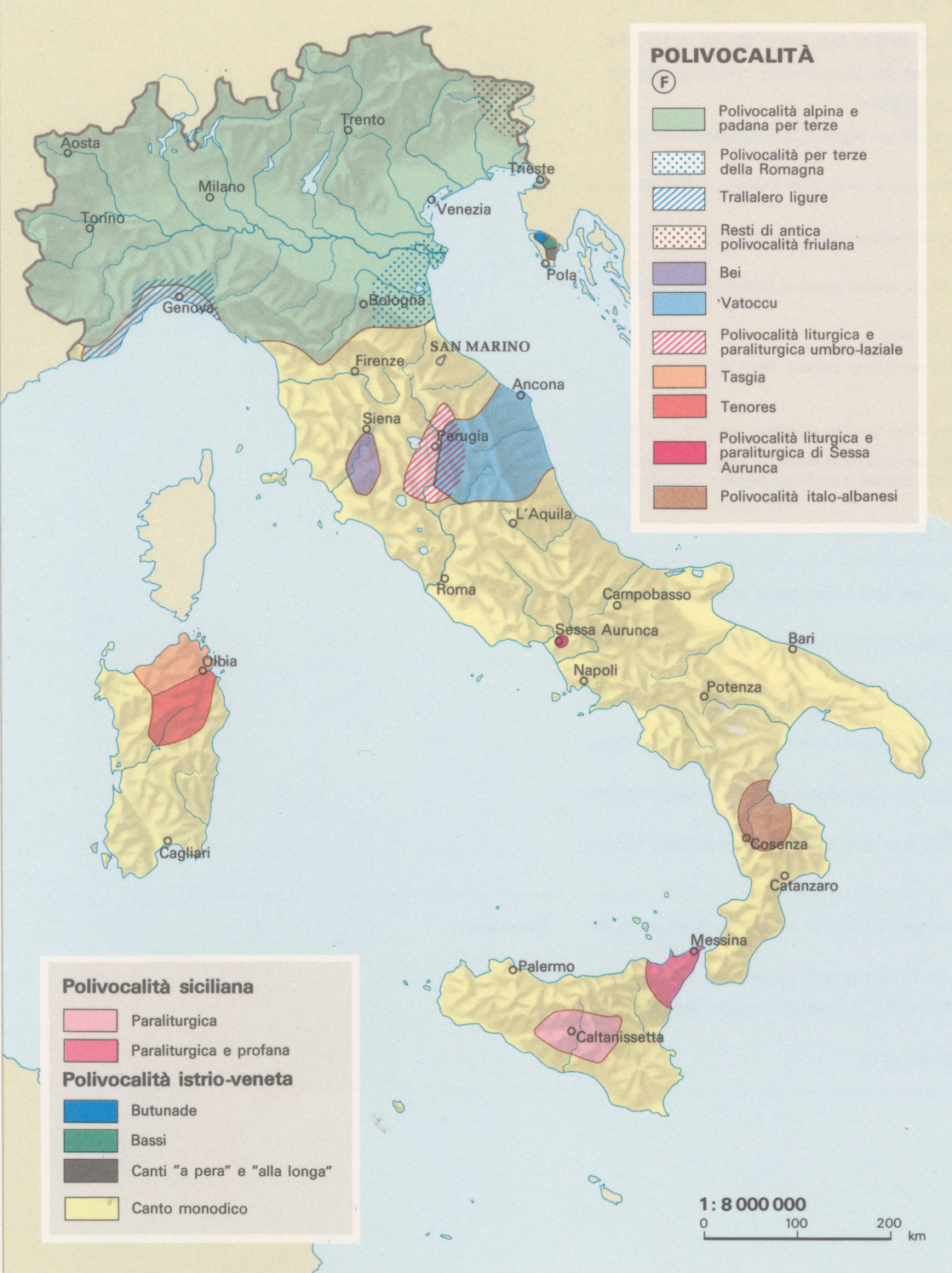
Carte de la musique folklorique polyphonique en Italie

Les éléments permettant la datation des origines de cet art sont trop vagues pour permettre une chronologie précise de sa naissance. Cependant, quelques témoignages, remontant à l'époque préchrétienne, font référence à un mystérieux chant à quatre voix, exécuté par les prisonniers de Rome provenant des zones internes de l'île. Cependant, certains font remonter la naissance de ce chant jusqu'à la période nuragique, mais cela reste une simple hypothèse, aucun document ne permettant de l'attester.

## Caractéristiques
Il est pratiqué par un groupe de quatre chanteurs au sein duquel chacun joue un rôle distinct. La oche ou boche (voix, voce en italien) est la voix soliste qui chante un texte poétique. Elle est accompagnée par un tenore (chœur) formé par la mesu boche (demi-voix, c'est-à-dire voix au registre intermédiaire), la contra (contre, adossée) et le bassu (basse). Ces trois voix se distinguent par leur registre de plus en plus grave, et elles articulent des séquences de syllabes dépourvues de sens (par ex. bim-bam-bou). Alors que la boche et la mesu boche chantent avec des voix normales, la contra et le bassu emploient une technique gutturale monopolisant le larynx et l'appareil phonateur. Selon la tradition populaire, la mesu boche imite le son du vent, alors que la contra imite le cri de la brebis et le bassu celui de la vache. Les textes exécutés par la oche peuvent être de genre épique, historique, satirique, de protestation ou d'amour.

## Différences régionales
Son exécution diffère d'un village à l'autre, de telle sorte que le style d'un certain village peut être reconnu d'emblée. Ainsi, par exemple, dans la zone de Orgosolo, Oliena, et Mamoiada, le chant est caractérisé par l'exécution de syllabes ouvertes (bim bam) et d'une voix basse sèche et ouverte ; au contraire, dans la zone de Bitti, la voix basse et les syllabes exécutées par le trio sont plus sombres, écluses et rondes (bom).
Aujourd'hui on ne trouve que des groupes d'hommes, mais on garde la mémoire de groupes de femmes. Le canto a tenore devait être déjà pratiqué à l'époque des nuraghe vers 1800 av. J.-C.. Parmi les groupes les plus connus on peut citer les Tenores di Bitti, les Tenores de Orosei, les Tenores di Oniferi et les Tenores di Neoneli.